# Shehan Karunatilaka
Shehan Karunatilaka (ur. 1975 w Galle) – lankijski pisarz. Został uhonorowany Nagrodą Bookera w 2022 roku.
Urodził się w Galle na południu Sri Lanki, a dorastał w Kolombo. Pisał artykuły m.in. dla „Newsweeka”, „The Guardian” czy „National Geographic”. W 2010 roku opublikowano jego pierwszą powieść Chinaman: The Legend of Pradeep Mathew, która wykorzystuje krykieta do ukazania historii Sri Lanki. W 2022 roku opublikowana została jego druga powieść Siedem księżyców Maalego Almeidy, której akcja rozgrywa się w czasie wojny domowej na Sri Lance. W 2022 roku jego książka została nagrodzona Nagrodą Bookera.